# Зливија
Зливија је насеље у Италији у округу Трст, региону Фурланија-Јулијска крајина.
Према процени из 2011. у насељу је живело 146 становника. Насеље се налази на надморској висини од 154 м.